# اچ‌ام‌اس پوستیلیون (جی۲۹۶)
اچ‌ام‌اس پوستیلیون (جی۲۹۶) (به انگلیسی: HMS Postillion (J296)) یک کشتی بود که طول آن ۲۲۵ فوت (۶۹ متر) بود. این کشتی در سال ۱۹۴۳ ساخته شد.